# Zalisec
Zalisec je naselje v Občini Žužemberk.